# Neos
Cet article possède un paronyme, voir Neo.
 (novembre 2020).
Ne doit pas être confondu avec NEOS - La nouvelle Autriche et le Forum libéral.
Neos S.p.A. (code AITA : NO ; code OACI : NOS) est une compagnie aérienne privée italienne dont le siège est situé à Somma Lombardo en Italie. Elle assure des vols en Europe et intercontinentaux depuis sa base principale de Milan-Malpensa ainsi que d'autres villes italiennes.

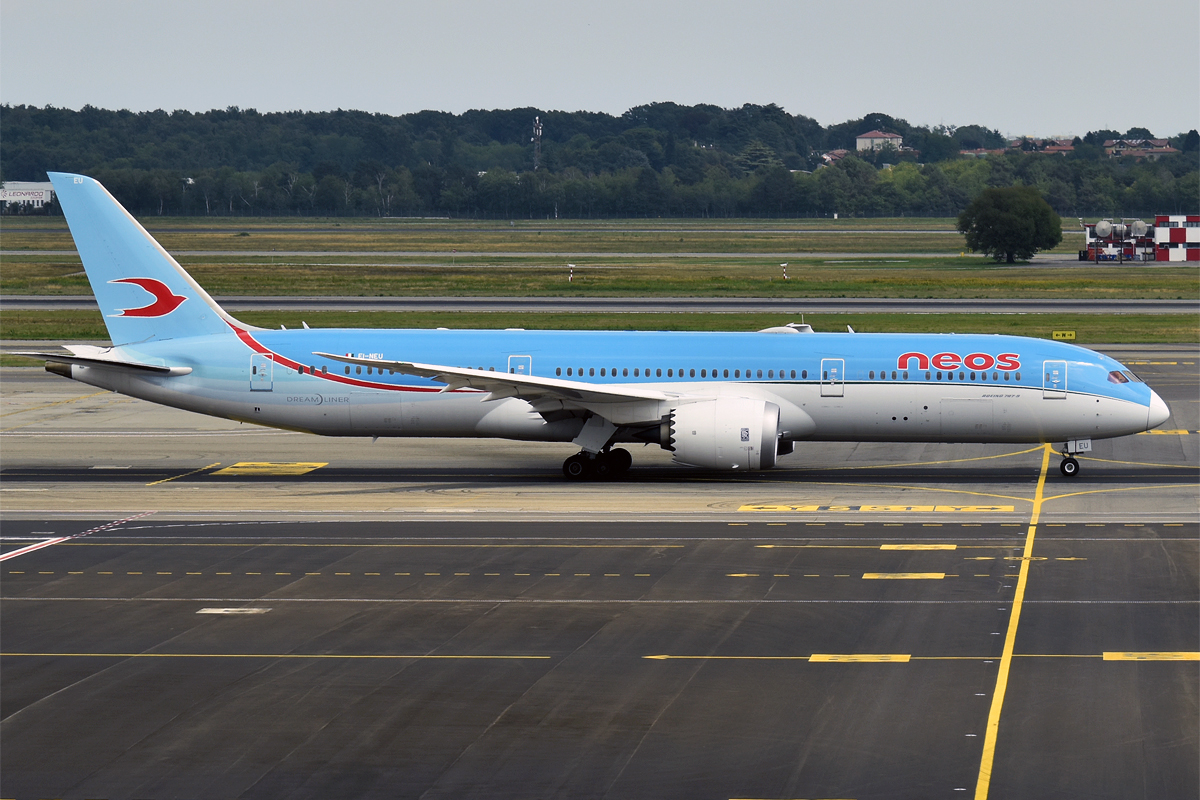
Neos, EI-NEU, Boeing 787-9 Dreamliner

## Historique
Créée le 21 juin 2001, Neos S.p.A. naît d'un accord entre IFIL, un des plus grands groupes financiers et industriels italien et TUI, leader du tourisme européen, qui contrôle les compagnies Hapag-Lloyd Flug, Britannia Airways et Corsairfly.
Le vol inaugural entre Milan Malpensa et Cape Skirring, via Dakar le 8 mars 2002, a donné naissance aux activités de Neos.
En 2004, IFIL a acheté 100 % de la filiale Neos, la transformant en compagnie officielle du groupe de tourisme Alpitour.
Basée sur l'aéroport de Milan Malpensa, elle opère également à partir des aéroports de Vérone et de Bologne. Elle a transporté 379 000 passagers en 2003.

## Flotte

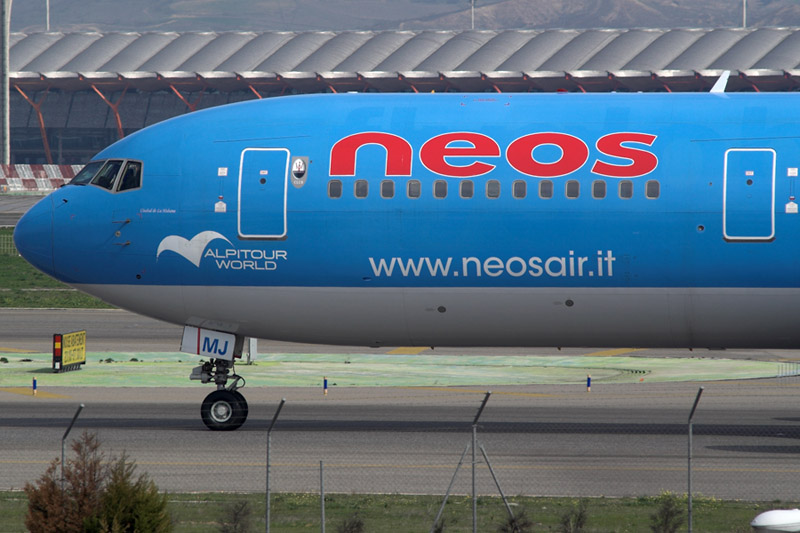
Neos Boeing 767-300

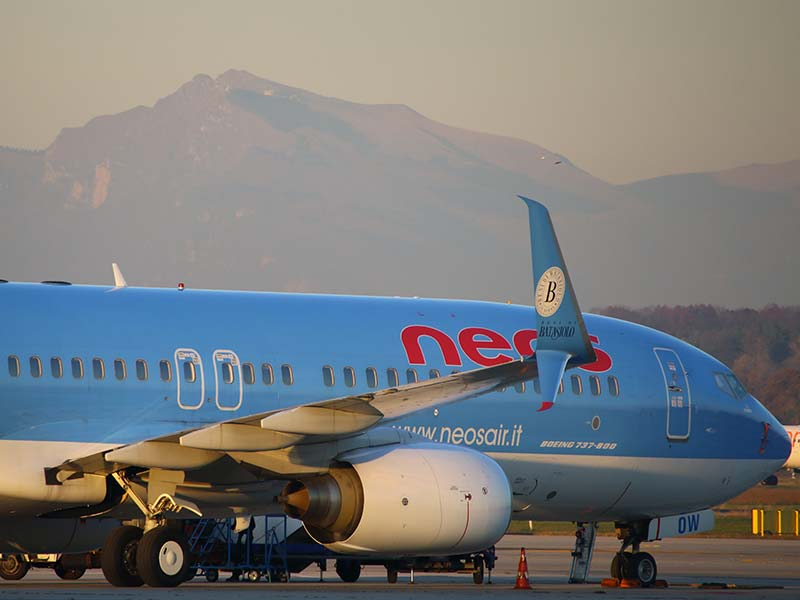
Boeing 737-800 de Neos

En mars 2025, la compagnie Neos compte les avions suivants dans sa flotte : 
La compagnie a également exploité les types d'avions suivants :
- Boeing 767-300ER (le dernier a quitté la flotte en août 2020)